# Madan Lal Puri
Madan Lal Puri (Sialkot, 20 febbraio 1929) è uno statistico indiano importante nell'ambito della statistica non parametrica e si occupò pure degli insiemi sfumati.

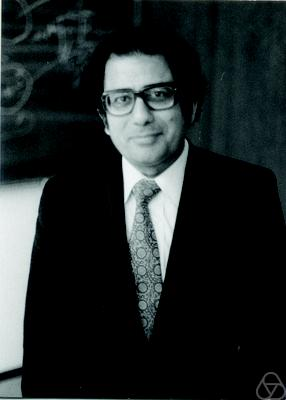

Nel 1947, in quanto indiano, migra a Delhi. Nel 1948 consegue la maturità in matematica e nel 1950 la laurea, sempre in matematica, presso la Panjab University, e dal 1951 al 1957 è lettore di matematica in diversi college della stessa Panjab University.
Nel 1957 si reca negli Stati Uniti, nel Colorado (Boulder) prima e poi, nel 1958, a Berkeley (California) nel dipartimento di statistica, dove conosce altri importanti statistici e dove consegue il dottorato nel 1962 con una tesi sull'inferenza non parametrica ("Asymptotic Efficiency of a Class of c-Sample Tests").
Nel 1962 è a New York e nel 1968 all'Indiana University di Bloomington, dove rimarrà definitivamente.
Nella sua attività scientifica introduce metodi non parametri per analisi con medie autoregressive (ARMA). Complessivamente ha a suo attivo oltre 200 scritti e libri, spesso in collaborazione con personaggi quali P.K.Sen, Stefan S. Ralescu e Michel Harel.
È stato fellow dell'Institute of Mathematical Statistics, della American Statistical Association e della Royal Statistical Society, nonché membro eletto dell'Istituto Internazionale di Statistica.